# 杠铃策略
杠铃策略又名杠铃投资组合，是指交易者投资长期债券和短期债券，但不投资中期债券的证券投资策略。这种证券投资策略在图形上很像杠铃，故名杠铃策略。购买短期债券的目的是保證債券的流动性，購買長期債券的目的是获得较高收益。中间债券的流动性低于短期债券，收益率低于长期债券，所以被排除在外。